# Prüm
Prüm (phát âm tiếng Đức: [ˈpʁʏm]) là một đô thị thuộc huyện Bitburg-Prüm, bang Rhineland-Palatinate, Đức.

## Thành phố kết nghĩa
- Monthermé (Pháp) từ năm 1962
- Fort Madison, Iowa (Hoa Kỳ) từ năm 1998